# Сергій Карімов
Сергій Карімов (нім. Sergej Karimow / рос. Сергей Каримов / каз. Сергей Каримов; нар. 21 грудня 1986, Сарань, Казахська РСР — пом. 24 грудня 2019) — казахський футболіст німецького походження, лівий захисник.

## Клубна кар'єра
На дитячо-юнацькому рівні виступав за «Фельстов» та «Форсфельд». У 2000 році опинився в структурі «Вольфсбурга». Починаючи з сезону 2006/07 років виступав за «Вольфсбург II», яка за рік піднялася з Оберліги та Регіональної ліги «Північ». Наступного року, за рекомендацією тренера Бернда Голлербаха, переведений до професіональної команди «Вольфсбурга», яку тренував Фелікс Магат. 8 грудня 2007 року провів свою першу гру в Бундеслізі, вийшов у стартовому складі проти «Штутгарта». Протягом наступних двох турів виходив також у стартовому складі, в кожному з яких відіграв по 90 хвилин.
У поєдинку 1/8 фіналу кубку Німеччини проти «Шальке 04» 30 січня 2008 року став головним героєм матчу, оскільки незадовго до завершення основного часу відзначився голом і зрівняв рахунок, 1:1. У серії післяматчевих пенальті також реалізував свій удар. 13 грудня 2007 року Карімов підписав професіональний контракт з «Вовками», розрахований до 2010 року. Після того, як на початку сезону 2008/09 років не виступав у складі першої команди, Фелікс Магат викликав його протягом сезону. Наприкінці сезону «Вовки» змогли виграти перший в історії клубу чемпіонський титул. Сергій у вище вказаному сезоні зіграв 1 матч, проти «Герти» (Берлін). У наступному році грав у другій команді, оккрім однієї заміни на 85-ій хвилині, відіграв усі 90 хвилин у Регіональній лізі, але в професіоналній команді не виступав.
Після того, як у наступному сезоні Карімов потрапив до професіональної команди «вольфсбурга», але більше не виходив на поле, напередодні старту сезону 2011/12 років перейшов до клубу Другої Бундесліги «Дуйсбург», де покликаний був замінити захисника Олів'є Вейню, який залишив команду. Проте на початку сезону зіграв невдало, через що його перевели до резервної команди. По завершенні сезону 2012/13 років залишив «Дуйсбург».
З січня 2014 року протягом півроку перебував у заявці клубу Оберліги Нижня Саксонія «Люпо-Мартіні Вольфсбург». Однак через травми зіграв за команду лише один матч, в якому на позиції захисника встиг відзначитися голом.
Помер у грудні 2019 року, причина смерті невідома.

## Кар'єра в збірній
У лютому 2008 року Федерація футболу Казахстану надіслала офіційне запрошення Карімову виступати за національну збірну. Остаточне рішення гравець мав прийняти влітку, після завершення сезону. 11 серпня 2010 року дебютував за збірну Казахстану в переможному (3:1) поєдинку проти Оману.

## Особисте життя
- У Сергія батько — татарин, а мати — німкеня. Мати працює в концерні «Фольксваген».
- 1995 року разом із родиною переїхав із Сарані до Німеччини[8].

## Досягнення
«Вольфсбург»
- Бундесліга Німеччини
  -  Чемпіон (1): 2008/09

«Вольфсбург II»
- Регіональна ліга «Північ»
  -  Чемпіон (1): 2007/08